# Daniel M. Klocke
Daniel Matthias Klocke (* 5. September 1982 in Berlin) ist ein deutscher Rechtswissenschaftler.

## Leben
Er besuchte von 1989 bis 1993 die Grunewald-Grundschule in Berlin und von 1993 bis 2002 das Gymnasium zum Grauen Kloster; Abitur. Von 2002 bis 2006 studierte er Rechtswissenschaften an der Martin-Luther-Universität Halle-Wittenberg und der Albert-Ludwigs-Universität Freiburg. Von 2007 bis 2008 war er Promotionsstipendiat des Landes Sachsen-Anhalt. Von 2007 bis 2008 absolvierte er ein Aufbaustudiengang Wirtschaftsrecht (LL.M.oec). Von 2008 bis 2010 absolvierte er das Referendariat am OLG Celle. 2011 war er Mitarbeiter am European University Institute bei Hans-Wolfgang Micklitz. Von 2011 bis 2014 war er wissenschaftlicher Assistent am Lehrstuhl für Bürgerliches Recht, Arbeitsrecht und Recht der sozialen Sicherung (Armin Höland). Nach der Promotion 2012 und der Habilitation 2015 – Erteilung der venia legendi für Bürgerliches Recht, Arbeitsrecht, Zivilverfahrensrecht und Rechtstheorie vertrat er von 2015 bis 2017 Professuren in Halle an der Saale, Frankfurt an der Oder und Hamburg. Von 2017 bis 2023 war er Inhaber des Lehrstuhls für Bürgerliches Recht, Wirtschaftsrecht,  Arbeitsrecht und Rechtstheorie an der EBS Universität für Wirtschaft und Recht Wiesbaden. Im August 2023 wechselte er an die Johannes Gutenberg-Universität Mainz und übernahm dort zudem die Leitung des Schuldnerfachberatungszentrum von Curt Wolfgang Hergenröder.

## Schriften (Auswahl)
- Der Unterlassungsanspruch in der deutschen und europäischen Betriebs- und Personalverfassung. Berlin 2013, ISBN 3-428-14148-2.
- Erklärungsbewusstsein und Rechtsbindungswille. Willenserklärung und Rechtsgeschäft. Halle an der Saale 2014, ISBN 978-3-86977-108-3.
- Rechtsschutz in kollektiven Strukturen. Die Verbandsklage im Verbraucher- und Arbeitsrecht. Tübingen 2016, ISBN 3-16-154264-9.